# NFL 1931
Die NFL-Saison 1931 war die zwölfte Saison der US-amerikanischen Footballliga National Football League (NFL). Die Green Bay Packers gewannen zum dritten Mal in Folge die Meisterschaft.
Auf Grund der Weltwirtschaftskrise traten nur noch zehn Mannschaften an. Die Frankford Yellow Jackets mussten im Laufe der Saison wegen fehlender finanzieller Mittel den Spielbetrieb einstellen. Die Minneapolis Red Jackets und die Newark Tornadoes konnten den Spielbetrieb gar nicht erst aufnehmen.
Als neue Mannschaft nahmen die Cleveland Indians (mit dem Franchise der Newark Tornadoes) am Wettkampf teil.

## Tabelle
| Team                     | S  | N  | U | SQ 1  |
| ------------------------ | -- | -- | - | ----- |
| Green Bay Packers        | 12 | 2  | 0 | 0,857 |
| Portsmouth Spartans      | 11 | 3  | 0 | 0,786 |
| Chicago Bears            | 8  | 5  | 0 | 0,615 |
| Chicago Cardinals        | 5  | 4  | 0 | 0,556 |
| New York Giants          | 7  | 6  | 1 | 0,538 |
| Providence Steam Roller  | 4  | 4  | 3 | 0,500 |
| Staten Island Stapletons | 4  | 6  | 1 | 0,400 |
| Cleveland Indians        | 2  | 8  | 0 | 0,200 |
| Brooklyn Dodgers         | 2  | 12 | 0 | 0,143 |
| Frankford Yellow Jackets | 1  | 6  | 1 | 0,143 |